# Claire Duck
Claire Duck (nacida el 29 de agosto de 1985) es una corredor de larga distancia Británica. En 2017, compitió en la carrera femenina senior en Kampala, Uganda. Terminó en el puesto 62.
- Claire Duck en World Athletics